# Index Fungorum
Az Index Fungorum egy olyan nemzetközi projekt, melynek célja az összes, a gombák országába tartozó élőlény tudományos nevének indexelése. 2015-ben a projekt a Kew Gardens védnöksége alatt működött, összeállításában pedig segítségére volt a  Landcare Research valamint a Kínai Tudományos Akadémia Mikrobiológiai Intézete.
Az adatbázis összemérhető azzal az Növénynevek Nemzetközi Katalógusa (IPNI) gyűjteménnyel, melyben a Kertészet szintén közreműködik. A kettő között az a különbség, hogy az IPNI nem jelzi, melyik az elfogadott név, míg az Index Fungorum jelzi a név állapotát. A válaszok között a jelenleg helyesnek elfogadott név zölddel jelenik meg, míg a többi kék. Van néhány, nagyon távol eső névválasztás, mely vörössel szerepel. Minden link arra a lpra mutat, aho  a helyes név szerepel. És fel vannak sorolva a szinonimák.
Az Index Fungorum az egyik olyan nómenklaturális gyűjtemény, melyet a Nomenclature Committee for Fungi elfogad. A másik kettő a MycoBank és a Fungal Names.

## Jelenlegi nevek azIndex Fungorumadatbázisában
Az elképzelések szerint az Index Fungorum legfontosabb része a minden gombafaj nevét világszinten felsoroló listája, de többek közülük ellentmondásosak, vagy már nincsenek használatban. A Species Fungorum egy az előzőhöz nagyon közel álló lista, melyet a Királyi Kertészet a CABI segítségével tart karban, hogy eldönthessék, az Index Fungorum nevei közül melyek azok, melyek ajánlhatóak, és jelenleg elfogadottnak tekinthetőek. Lehet keresni az Index Fungorum és a Species Fungorum listáiban külön is,  az Index Fungorum eredményei pedig hivatkozást tartalmaznak a másik adatbázis eredményeire. Azok a nevek, ahol ilyen kereszthivatkozás nem szerepel, általában történelmi bejegyzések, és ezeket nem szabadna ma is használható nevekként elfogadni.

## Life Science Identifiers (LSIDs)
Az Index Fungorum Life Science Identifiers rendszert használ az adatbázisában szereplő rekordok kezeléséhez.

## Szolgáltatások
Az Index Fungorum SOAP protokoll alapú web service-en keresztül biztosítja az adatbázisa kereshetőségét. Az elérhető szolgáltatásokat egy WSDL fájl tartalmazza.

## Lásd még
- Növénynevek Nemzetközi Katalógusa